# قرار مجلس الأمن التابع للأمم المتحدة رقم 1214
قرار مجلس الأمن التابع للأمم المتحدة رقم 1214، المتخذ بالإجماع في 8 كانون الأول / ديسمبر 1998، بعد التذكير بالقرارين 1189 (1998) و1193 (1998) بشأن أفغانستان، ناقش المجلس تدهور الحالة السياسية والعسكرية والإنسانية في أفغانستان وأنشأ وحدة للشؤون المدنية كجزء منها بعثة الأمم المتحدة الخاصة في أفغانستان.
وأعرب مجلس الأمن عن قلقه من تصاعد الصراع الأفغاني بسبب هجوم طالبان، ما يتسبب في تهديد السلم والأمن الدوليين وتدمير الممتلكات وتشريد أعداد كبيرة من الناس واللاجئين. كما أعرب عن قلقه إزاء الطبيعة العرقية والدينية المتزايدة للصراع، ولا سيما ضد الشيعة. أرادت الجبهة المتحدة لأفغانستان إبرام وقف لإطلاق النار مع طالبان، ومع ذلك كان هناك عنف مستمر من كلا الجانبين. أي تدخل خارجي في البلاد يجب أن يتوقف على الفور.
وظل المجلس يشعر بالقلق إزاء تدهور الحالة الإنسانية في البلد وذكّر جميع الفصائل الأفغانية بالتزاماتها بموجب اتفاقيات جنيف. وكان هناك قلق من وجود الإرهابيين في المناطق التي تسيطر عليها طالبان، والاتجار بالمخدرات والتمييز ضد النساء والفتيات.
وطالب القرار حركة طالبان بوقف القتال والتوصل إلى وقف لإطلاق النار واستئناف المفاوضات دون شروط مسبقة. وطُلب من حركة طالبان إبلاغ الأمم المتحدة بنتائج التحقيق في مقتل اثنين من موظفي الأمم المتحدة في برنامج الأغذية العالمي ومفوض الأمم المتحدة السامي لشؤون اللاجئين في جلال أباد والمستشار العسكري لبعثة الأمم المتحدة الخاصة في أفغانستان في كابول. كما أدان اختطاف القنصلية الإيرانية العامة وقتل دبلوماسيين إيرانيين وصحفي في مزار شريف.
وطُلب من الأمين العام كوفي عنان إيفاد بعثة للتحقيق في مزاعم الانتهاكات الجسيمة لحقوق الإنسان مثل مذابح أسرى الحرب والمدنيين وتدمير الأماكن الدينية. وشجع على بذل مزيد من الجهود الدبلوماسية كجزء من عملية السلام، بما في ذلك مجموعة «الستة زائد اثنين» والمجتمع الدولي. وأخيراً، تم حث الفصائل الأفغانية، ولا سيما طالبان، على إنهاء التمييز ضد الفتيات والنساء، واحترام حقوق الإنسان، ووقف دعم الإرهابيين ووقف أنشطة المخدرات غير المشروعة. وسينظر المجلس في فرض مزيد من الإجراءات إذا استمرت طالبان في تحدي قرارات مجلس الأمن السابقة.

## روابط خارجية
- نص القرار في undocs.org